# Anna Hedborg
Anna Margareta Hedborg (ur. 17 września 1944 w Hudiksvall) – szwedzka polityk, urzędniczka i działaczka związkowa, w latach 1994–1996 minister.

## Życiorys
Absolwentka Wyższej Szkoły Handlowej w Sztokholmie z 1967. Pracowała kolejno w urzędzie do spraw rozwoju międzynarodowego SIDA (do 1969), resorcie finansów (do 1972), centrali związkowej Landsorganisationen i Sverige (do 1988) i zrzeszeniu władz lokalnych Svenska Kommunförbundet (do 1990). W latach 1990–1991 była sekretarzem stanu w resorcie spraw społecznych. Następnie przez rok zatrudniona we frakcji poselskiej Szwedzkiej Socjaldemokratycznej Partii Robotniczej, po czym w latach 1992–1994 była dyrektorem rady okręgu administracyjnego Kopparberg. Od 1994 do 1996 pełniła funkcję ministra bez teki w trzecim rządzie Ingvara Carlssona, pracując w departamencie spraw społecznych. Objęła następnie stanowisko dyrektora generalnego Riksförsäkringsverket, krajowej administracji ubezpieczeniowej. Zarządzała nią do 2004; w tymże roku powołana na przewodniczącą Statens kulturråd (państwowej rady do spraw kultury), instytucją tą kierowała do 2008.